# Astara (Azerbaidjan)
Astara és una ciutat de l'Azerbaidjan, capital del districte d'Astara, situada a l'extrem sud del país, a la costa de la mar Càspia i a la riba del riu Astara. Existeix una ciutat iraniana del mateix nom (Astara) a la riba sud.

## Història
És esmentada per primer cop com Astarabad al segle x. Al segle xiv fou la seu d'un petit principat depenen del ispahbad (esfahbad o espahbad(-bod)) de Gilan. A partir del segle xvi el territori va pertànyer als kans d'Astara, d'ètnia talix, que eren autònoms encara que nominalment subordinats als governadors de Gilan o d'Ardabil. Van tenir importància localment a la història de la zona de la mar Càspia.
El 1813 quan es va establir la frontera al riu, al nord d'aquest hi havia la ciutat i al sud no hi havia res; la ciutat va passar així a Rússia, mentre al sud del riu va sorgir una nova ciutat.
La ciutat russa, poblada d'àzeris i talish tenia una població el 1979 de 14.200 habitants. Està unida per tren a Lenkoran i Bakú. La població el 2008 era de 16.130 habitants.